# Saison 2023-2024 de l'AJ Auxerre
Maillots
Dernière mise à jour : 22 mai 2024.
Chronologie
Saison précédente Saison suivante
L'AJ Auxerre évolue en deuxième division lors de la saison 2023-2024 après avoir été relégué de Ligue 1, à la suite de sa 17e place lors de la saison précédente. James Zhou est le propriétaire du club, tandis que Baptiste Malherbe occupe le poste de président exécutif du club et Christophe Pélissier est l'entraîneur.

## Avant-saison
La reprise a lieu le dimanche 2 juillet 2023.
Un stage a lieu à Vichy du 17 juillet au 22 juillet 2023 ponctué par un match amical contre les Girondins de Bordeaux.
L'AJ Auxerre effectue au total 5 matchs amicaux pendant la préparation :
- 1 match contre une Ligue 2 : Girondins de Bordeaux
- 3 contre des clubs de National 1 : FC Villefranche, Dijon FCO et US Orléans.
- 1 match contre une Championship : Middlesbrough FC

Liste des matchs amicaux
| 1er match                   | FC Villefranche | 2 - 3   | AJ Auxerre                      |                              |                              |
| Mardi 11 juillet 2023 18:00 | M’Buyi 55e 89e  | (0 - 2) | Sinayoko 19e 38e · Adekalom 62e | Stade Jean Laville, Gueugnon | Stade Jean Laville, Gueugnon |
| Mardi 11 juillet 2023 18:00 | Rapport         |         |                                 | Stade Jean Laville, Gueugnon | Stade Jean Laville, Gueugnon |

| 2e match                 | AJ Auxerre | 1 - 0 | Dijon FCO |                         |                         |
| Vendredi 14 juillet 2023 | Sinayoko   |       |           | Stade Groupama, Auxerre | Stade Groupama, Auxerre |

| 3e match               | AJ Auxerre | 1 - 2   | Girondins de Bordeaux      |       |       |
| Samedi 22 juillet 2023 | Hein 13e   | (1 - 1) | Badji 58e · Pirringuel 68e | Vichy | Vichy |
| Samedi 22 juillet 2023 | Rapport    |         |                            | Vichy | Vichy |

| 4e match                 | AJ Auxerre              | 2 - 0   | US Orléans |                                             |                                             |
| Mercredi 26 juillet 2023 | Raveloson 4e · Jubal Jr | (1 - 0) |            | Stade Groupama, Auxerre Spectateurs : 1 651 | Stade Groupama, Auxerre Spectateurs : 1 651 |
| Mercredi 26 juillet 2023 | Rapport                 |         |            | Stade Groupama, Auxerre Spectateurs : 1 651 | Stade Groupama, Auxerre Spectateurs : 1 651 |

| 5e match                     | Middlesbrough FC           | 2 - 2   | AJ Auxerre                        |                                  |                                  |
| Samedi 29 juillet 2023 16:00 | Hackney 90e · Rogers 90+3e | (0 - 1) | Perrin 40e (pen.) · O. Camara 83e | Riverside Stadium, Middlesbrough | Riverside Stadium, Middlesbrough |
| Samedi 29 juillet 2023 16:00 | Rapport                    |         |                                   | Riverside Stadium, Middlesbrough | Riverside Stadium, Middlesbrough |

Lors de la trêve internationale de septembre 2023, l'AJ Auxerre se rend dans le Rhône pour affronter l'Olympique lyonnais dans une rencontre disputée en 3 fois 30 minutes.
| Septembre 2023                | Olympique Lyonnais          | 3 - 2 | AJ Auxerre       |                                         |                                         |
| Samedi 9 septembre 2023 15:00 | Akouokou · Baldé · Jeffinho |       | Jubal Jr · Maddy | Stade Gérard Houllier, Décines-Charpieu | Stade Gérard Houllier, Décines-Charpieu |
| Samedi 9 septembre 2023 15:00 | Rapport                     |       |                  | Stade Gérard Houllier, Décines-Charpieu | Stade Gérard Houllier, Décines-Charpieu |

## Inauguration du musée
Le 5 mars 2024 est inauguré le musée de l'AJ Auxerre en présence de la ministre des sports et des Jeux Olympiques, Amélie Oudéa-Castéra ainsi que de nombreux anciens joueurs.
Ce musée permet la visite dans les coulisses du club (vestiaire, banc de touche, loges...). Il permet de retracer la vie du club et son histoire.

## Transferts

### Mercato d'été et hiver
Ce tableau regroupe l'ensemble des transferts réalisés lors des mercatos estivaux et hivernaux.
mise à jour: 16 juin 2024
| Type    | Poste             | Nom                 | Âge | Nat.                   | Transfert                     | Durée      | Indemnité | Date            | Provenance/Destination                   |
| ------- | ----------------- | ------------------- | --- | ---------------------- | ----------------------------- | ---------- | --------- | --------------- | ---------------------------------------- |
| Départ  | Défenseur         | Isaak Touré         | 20  | Drapeau de la France   | Retour de prêt                |            |           | Mercato d'été   | Olympique de Marseille (Ligue 1)         |
| Départ  | Milieu de terrain | Han-Noah Massengo   | 21  | Drapeau de la France   | Retour de prêt                |            |           | Mercato d'été   | Bristol City FC (EFL Championship)       |
| Départ  | Gardien de but    | Andrei Radu         | 26  | Drapeau de la Roumanie | Retour de prêt                |            |           | Mercato d'été   | Inter Milan (Serie A)                    |
| Départ  | Défenseur         | Akim Zedadka        | 28  | Drapeau de l'Algérie   | Retour de prêt                |            |           | Mercato d'été   | LOSC Lille (Ligue 1)                     |
| Départ  | Attaquant         | Matthis Abline      | 20  | Drapeau de la France   | Retour de prêt                |            |           | Mercato d'été   | Stade rennais FC (Ligue 1)               |
| Départ  | Attaquant         | Siriki Dembélé      | 26  | Drapeau de l'Écosse    | Retour de prêt                |            |           | Mercato d'été   | AFC Bournemouth (Premier League)         |
| Départ  | Attaquant         | M'Baye Niang        | 28  | Drapeau du Sénégal     | Fin de contrat                |            |           | Mercato d'été   | Adana Demirspor (Süper Lig)              |
| Départ  | Milieu de terrain | Birama Touré        | 31  | Drapeau du Mali        | Fin de contrat                |            |           | Mercato d'été   | Al-Riyadh FC (Saudi Pro League)          |
| Départ  | Milieu de terrain | Mathias Autret      | 32  | Drapeau de la France   | Fin de contrat                |            |           | Mercato d'été   | SM Caen (Ligue 2)                        |
| Départ  | Défenseur         | Julian Jeanvier     | 31  | Drapeau de la Guinée   | Fin de contrat                |            |           | Mercato d'été   | Kayserispor (Süper Lig)                  |
| Départ  | Défenseur         | Alec Georgen        | 24  | Drapeau de la France   | Fin de contrat                |            |           | Mercato d'été   | US Concarneau (Ligue 2)                  |
| Départ  | Attaquant         | Rémy Dugimont       | 37  | Drapeau de la France   | Fin de contrat                |            |           | Mercato d'été   | JS Saint-Pierroise (Régionale 1 Réunion) |
| Départ  | Défenseur         | Dénys Bain          | 29  | Drapeau de la France   | Fin de contrat                |            |           | Mercato d'été   | Sans club                                |
| Départ  | Gardien de but    | Vincenzo Cozzella   | 21  | Drapeau de l'Italie    | Fin de contrat                |            |           | Mercato d'été   | Sans club                                |
| Départ  | Défenseur         | Kays Ruiz-Atil      | 24  | Drapeau de la France   | Résiliation du contrat        |            |           | Mercato d'été   | Sans club                                |
| Départ  | Milieu de terrain | Nathanaël Bouekou   | 21  | Drapeau de la France   | Transfert                     |            |           | Mercato d'été   | Chamois niortais FC (National)           |
| Départ  | Défenseur         | Kenji-Van Boto      | 27  | Drapeau de la France   | Transfert                     |            |           | Mercato d'été   | Pau FC (Ligue 2)                         |
| Départ  | Attaquant         | Mohamed Ben Fredj   | 22  | Drapeau de la Tunisie  | Transfert                     |            |           | Mercato d'été   | Dijon FCO (National)                     |
| Départ  | Milieu de terrain | Youssouf M'Changama | 33  | Drapeau des Comores    | Transfert                     |            |           | Mercato d'été   | ESTAC Troyes (Ligue 2)                   |
| Départ  | Attaquant         | Nuno Da Costa       | 32  | Drapeau du Cap-Vert    | Transfert                     |            |           | Mercato d'été   | Kasımpaşa SK (Süper Lig)                 |
| Départ  | Milieu de terrain | Hamza Sakhi         | 27  | Drapeau du Maroc       | Prêt                          |            |           | Mercato d'été   | Melbourne City FC (A-League)             |
| Départ  | Défenseur         | Brayann Pereira     | 20  | Drapeau de la France   | Prêt                          |            |           | Mercato d'été   | NEC Nimègue (Eredivise)                  |
| Départ  | Milieu de terrain | Nicolas Mercier     | 20  | Drapeau de la France   | Prêt                          |            |           | Mercato d'été   | KMSK Deinze (Challenger Pro League)      |
| Départ  | Milieu de terrain | Hamza Sakhi         | 27  | Drapeau du Maroc       | Levée de l'option d'achat     |            |           | Mercato d'hiver | Melbourne City FC (A-League)             |
| Départ  | Attaquant         | Ousmane Camara      | 22  | Drapeau de la Guinée   | Prêt                          |            |           | Mercato d'hiver | FC Annecy (Ligue 2)                      |
| Départ  | Défenseur         | Brayann Pereira     | 21  | Drapeau de la France   | Levée de l'option d'achat     |            |           | Mercato d'hiver | NEC Nimègue (Eredivisie)                 |
| Arrivée | Défenseur         | Clément Akpa        | 20  | Drapeau de la France   | Retour de prêt                |            |           | Mercato d'été   | US Orléans (National)                    |
| Arrivée | Milieu de terrain | Nicolas Mercier     | 19  | Drapeau de la France   | Retour de prêt                |            |           | Mercato d'été   | US Avranches MSM (National)              |
| Arrivée | Attaquant         | Mohamed Ben Fredj   | 22  | Drapeau de la Tunisie  | Retour de prêt                |            |           | Mercato d'été   | Le Puy Foot 43 Auvergne (National)       |
| Arrivée | Défenseur         | Paul Joly           | 22  | Drapeau de la France   | Retour de prêt                |            |           | Mercato d'été   | Dijon FCO (Ligue 2)                      |
| Arrivée | Défenseur         | Brayann Pereira     | 19  | Drapeau de la France   | Retour de prêt                |            |           | Mercato d'été   | FBBP 01 (National)                       |
| Arrivée | Défenseur         | Alec Georgen        | 24  | Drapeau de la France   | Retour de prêt                |            |           | Mercato d'été   | US Concarneau (Ligue 2)                  |
| Arrivée | Défenseur         | Saad Agouzoul       | 25  | Drapeau du Maroc       | Transfert                     | 3 ans      |           | Mercato d'été   | FC Sochaux-Montbéliard (Ligue 2)         |
| Arrivée | Milieu de terrain | Nathan Buayi-Kiala  | 19  | Drapeau de la France   | Prêt                          | 1 an       |           | Mercato d'été   | Parme Calcio 1913 (Serie B)              |
| Arrivée | Attaquant         | Eros Maddy          | 22  | Drapeau des Pays-Bas   | Transfert                     | 3 ans (+1) |           | Mercato d'été   | Helmond Sport (Eerste Divisie)           |
| Arrivée | Attaquant         | Florian Ayé         | 26  | Drapeau de la France   | Transfert                     | 3 ans      |           | Mercato d'été   | Brescia Calcio (Serie C)                 |
| Arrivée | Défenseur         | Aboubakar Siddick   | 18  | Drapeau du Cameroun    | Transfert                     |            |           | Mercato d'été   | Coton Sport FC de Garoua (MTN Elite One) |
| Arrivée | Milieu de terrain | Assane Dioussé      | 25  | Drapeau du Sénégal     | Transfert                     | 3 ans (+1) |           | Mercato d'été   | OFI Crète (Superleague Elláda)           |
| Arrivée | Attaquant         | Ado Onaiwu          | 27  | Drapeau du Japon       | Transfert                     | 3 ans      |           | Mercato d'été   | Toulouse FC (Ligue 1)                    |
| Arrivée | Défenseur         | Colin Dagba         | 24  | Drapeau de la France   | Prêt                          | 1 an       |           | Mercato d'été   | Paris Saint-Germain FC (Ligue 1)         |
| Arrivée | Gardien de but    | Raphaël Adiceam     | 33  | Drapeau de la France   | Joueur libre                  |            |           |                 | AS Beauvais Oise (National 2)            |
| Arrivée | Attaquant         | Tidiane Diawara     | 18  | Drapeau de la France   | Premier contrat professionnel |            |           | Mercato d'hiver | ESA Linas-Montlhéry (National 3)         |
| Arrivée | Attaquant         | Issa Soumaré        | 23  | Drapeau du Sénégal     | Prêt                          |            |           | Mercato d'hiver | Le Havre AC (Ligue 1)                    |
| Type    | Poste             | Nom                 | Âge | Nat.                   | Transfert                     | Durée      | Indemnité | Date            | Provenance/Destination                   |

Âge = âge au moment du transfert; Nat. = nationalité; Date = date ou période du transfert ( = mercato d'été;  = mercato d'hiver)
ArrivéeDépart

## Compétition

### Ligue 2
L'AJ Auxerre évolue en Ligue 2.

#### Calendrier

##### Août 2023
| 1re journée              | Valenciennes FC | 1 - 4   | AJ Auxerre                       | | |
| Samedi 5 août 2023 19:00 | Buatu 22e       | (1 - 1) | 18e 61e O. Camara · 70e 79e Hein | Stade du Hainaut, Valenciennes Spectateurs : 6 259 Diffuseur : Prime Video (multiplex) Vidéo du match Arbitrage : Faouzi Benchabane | Stade du Hainaut, Valenciennes Spectateurs : 6 259 Diffuseur : Prime Video (multiplex) Vidéo du match Arbitrage : Faouzi Benchabane |
| Samedi 5 août 2023 19:00 | Cuffaut 45e     | Rapport | 47e Akpa                         | Stade du Hainaut, Valenciennes Spectateurs : 6 259 Diffuseur : Prime Video (multiplex) Vidéo du match Arbitrage : Faouzi Benchabane | Stade du Hainaut, Valenciennes Spectateurs : 6 259 Diffuseur : Prime Video (multiplex) Vidéo du match Arbitrage : Faouzi Benchabane |

| 2e journée                | AJ Auxerre | 0 - 1   | Amiens SC   | | |
| Samedi 12 août 2023 19:00 |            | (0 - 0) | 47e Kakuta  | Stade de l'Abbé-Deschamps, Auxerre Spectateurs : 14 682 Diffuseur : Prime Video (multiplex) Vidéo du match Arbitrage : Olivier Thual | Stade de l'Abbé-Deschamps, Auxerre Spectateurs : 14 682 Diffuseur : Prime Video (multiplex) Vidéo du match Arbitrage : Olivier Thual |
| Samedi 12 août 2023 19:00 |            | Rapport | 61e Mafouta | Stade de l'Abbé-Deschamps, Auxerre Spectateurs : 14 682 Diffuseur : Prime Video (multiplex) Vidéo du match Arbitrage : Olivier Thual | Stade de l'Abbé-Deschamps, Auxerre Spectateurs : 14 682 Diffuseur : Prime Video (multiplex) Vidéo du match Arbitrage : Olivier Thual |

| 3e journée                | Angers SCO                           | 2 - 2   | AJ Auxerre            | | |
| Samedi 19 août 2023 15:00 | Diony 45+1e · Nadje 62e              | (1 - 1) | 17e Perrin · 75e Hein | Stade Raymond-Kopa, Angers Spectateurs : 5 906 Diffuseur : beIN Sports 1 Vidéo du match Arbitrage : Abdelatif Kherradji | Stade Raymond-Kopa, Angers Spectateurs : 5 906 Diffuseur : beIN Sports 1 Vidéo du match Arbitrage : Abdelatif Kherradji |
| Samedi 19 août 2023 15:00 | Abdelli 5e · Mendy 79e · Capelle 87e | Rapport | 20e Joly              | Stade Raymond-Kopa, Angers Spectateurs : 5 906 Diffuseur : beIN Sports 1 Vidéo du match Arbitrage : Abdelatif Kherradji | Stade Raymond-Kopa, Angers Spectateurs : 5 906 Diffuseur : beIN Sports 1 Vidéo du match Arbitrage : Abdelatif Kherradji |

| 4e journée                | AJ Auxerre               | 0 - 0   | Grenoble Foot | | |
| Samedi 26 août 2023 19:00 |                          | (0 - 0) |               | Stade de l'Abbé-Deschamps, Auxerre Spectateurs : 13 797 Diffuseur : Prime Video (multiplex) Vidéo du match Arbitrage : Karim Abed | Stade de l'Abbé-Deschamps, Auxerre Spectateurs : 13 797 Diffuseur : Prime Video (multiplex) Vidéo du match Arbitrage : Karim Abed |
| Samedi 26 août 2023 19:00 | Jubal Jr 15e · Owusu 61e | Rapport | 25e Paquiez   | Stade de l'Abbé-Deschamps, Auxerre Spectateurs : 13 797 Diffuseur : Prime Video (multiplex) Vidéo du match Arbitrage : Karim Abed | Stade de l'Abbé-Deschamps, Auxerre Spectateurs : 13 797 Diffuseur : Prime Video (multiplex) Vidéo du match Arbitrage : Karim Abed |

##### Septembre 2023
| 5e journée                    | Girondins de Bordeaux     | 2 - 4   | AJ Auxerre                            | | |
| Samedi 2 septembre 2023 15:00 | Diaz 26e · Elis 82e       | (1 - 2) | 33e Jubal Jr · 36e 59e Ayé · 56e Hein | Matmut Atlantique, Bordeaux Spectateurs : 26 771 Diffuseur : beIN Sports 1 Vidéo du match Arbitrage : Mikael Lesage | Matmut Atlantique, Bordeaux Spectateurs : 26 771 Diffuseur : beIN Sports 1 Vidéo du match Arbitrage : Mikael Lesage |
| Samedi 2 septembre 2023 15:00 | Michelin 40e · Bokele 83e | Rapport | 45+3e Mensah · 45+4e Owusu            | Matmut Atlantique, Bordeaux Spectateurs : 26 771 Diffuseur : beIN Sports 1 Vidéo du match Arbitrage : Mikael Lesage | Matmut Atlantique, Bordeaux Spectateurs : 26 771 Diffuseur : beIN Sports 1 Vidéo du match Arbitrage : Mikael Lesage |

| 6e journée                     | AJ Auxerre                   | 2 - 2   | Pau FC                               | | |
| Samedi 16 septembre 2023 19:00 | Hein 13e · Onaiwu 84e        | (1 - 1) | 23e Ruiz · 58e Sylla                 | Stade de l'Abbé-Deschamps, Auxerre Spectateurs : 13 254 Diffuseur : Prime Video (multiplex) Vidéo du match Arbitrage : Nicolas Rainville | Stade de l'Abbé-Deschamps, Auxerre Spectateurs : 13 254 Diffuseur : Prime Video (multiplex) Vidéo du match Arbitrage : Nicolas Rainville |
| Samedi 16 septembre 2023 19:00 | Pellenard 53e · Jubal Jr 86e | Rapport | 64e Saivet · 86e Kamara · 90+5e Boto | Stade de l'Abbé-Deschamps, Auxerre Spectateurs : 13 254 Diffuseur : Prime Video (multiplex) Vidéo du match Arbitrage : Nicolas Rainville | Stade de l'Abbé-Deschamps, Auxerre Spectateurs : 13 254 Diffuseur : Prime Video (multiplex) Vidéo du match Arbitrage : Nicolas Rainville |

| 7e journée                     | ESTAC Troyes          | 1 - 2   | AJ Auxerre                     | | |
| Samedi 23 septembre 2023 15:00 | Assoumou 75e          | (0 - 1) | 21e (csc) Ndiaye · 90+2e Owusu | Stade de l'Aube, Troyes Spectateurs : 9 055 Diffuseur : beIn Sports 1 Vidéo du match Arbitrage : Aurélien Petit | Stade de l'Aube, Troyes Spectateurs : 9 055 Diffuseur : beIn Sports 1 Vidéo du match Arbitrage : Aurélien Petit |
| Samedi 23 septembre 2023 15:00 | Saïd 32e · Ndiaye 88e | Rapport | 38e Mensah · 73e Sinayoko      | Stade de l'Aube, Troyes Spectateurs : 9 055 Diffuseur : beIn Sports 1 Vidéo du match Arbitrage : Aurélien Petit | Stade de l'Aube, Troyes Spectateurs : 9 055 Diffuseur : beIn Sports 1 Vidéo du match Arbitrage : Aurélien Petit |

| 8e journée                    | AJ Auxerre                                               | 4 - 0   | FC Annecy   | | |
| Mardi 26 septembre 2023 20:45 | Mouanga 20e (csc) · Ayé 28e · Perrin 84e · Raveloson 86e | (2 - 0) |             | Stade de l'Abbé-Deschamps, Auxerre Spectateurs : 12 010 Diffuseur : Prime Video (multiplex) Vidéo du match Arbitrage : Olivier Thual | Stade de l'Abbé-Deschamps, Auxerre Spectateurs : 12 010 Diffuseur : Prime Video (multiplex) Vidéo du match Arbitrage : Olivier Thual |
| Mardi 26 septembre 2023 20:45 |                                                          | Rapport | 63e Lajugie | Stade de l'Abbé-Deschamps, Auxerre Spectateurs : 12 010 Diffuseur : Prime Video (multiplex) Vidéo du match Arbitrage : Olivier Thual | Stade de l'Abbé-Deschamps, Auxerre Spectateurs : 12 010 Diffuseur : Prime Video (multiplex) Vidéo du match Arbitrage : Olivier Thual |

| 9e journée                     | AJ Auxerre                              | 3 - 1   | Rodez AF                               | | |
| Samedi 30 septembre 2023 19:00 | Hein 33e · Perrin 72e · Raveloson 90+5e | (1 - 0) | 90+4e Corredor                         | Stade de l'Abbé-Deschamps, Auxerre Spectateurs : 14 421 Diffuseur : Prime Video (multiplex) Vidéo du match Arbitrage : Faouzi Benchabane | Stade de l'Abbé-Deschamps, Auxerre Spectateurs : 14 421 Diffuseur : Prime Video (multiplex) Vidéo du match Arbitrage : Faouzi Benchabane |
| Samedi 30 septembre 2023 19:00 | Mensah 54e                              | Rapport | 6e Corredor · 51e Younoussa · 70e Haag | Stade de l'Abbé-Deschamps, Auxerre Spectateurs : 14 421 Diffuseur : Prime Video (multiplex) Vidéo du match Arbitrage : Faouzi Benchabane | Stade de l'Abbé-Deschamps, Auxerre Spectateurs : 14 421 Diffuseur : Prime Video (multiplex) Vidéo du match Arbitrage : Faouzi Benchabane |

##### Octobre 2023
| 10e journée                 | Paris FC                      | 0 - 2   | AJ Auxerre                | | |
| Samedi 7 octobre 2023 19:00 |                               | (0 - 1) | 22e Sinayoko · 70e Onaiwu | Stade Charléty, Paris Spectateurs : 9 729 Diffuseur : Prime Video (multiplex) et La chaîne L'Équipe Vidéo du match Arbitrage : Guillaume Paradis | Stade Charléty, Paris Spectateurs : 9 729 Diffuseur : Prime Video (multiplex) et La chaîne L'Équipe Vidéo du match Arbitrage : Guillaume Paradis |
| Samedi 7 octobre 2023 19:00 | Hamel 62e · Kolodziejczak 68e | Rapport |                           | Stade Charléty, Paris Spectateurs : 9 729 Diffuseur : Prime Video (multiplex) et La chaîne L'Équipe Vidéo du match Arbitrage : Guillaume Paradis | Stade Charléty, Paris Spectateurs : 9 729 Diffuseur : Prime Video (multiplex) et La chaîne L'Équipe Vidéo du match Arbitrage : Guillaume Paradis |

| 11e journée                  | SM Caen       | 1 - 1   | AJ Auxerre    | | |
| Samedi 21 octobre 2023 15:00 | Ayé 52e (csc) | (0 - 1) | 6e (csc) Abdi | Stade Michel-d'Ornano, Caen Spectateurs : 17 917 Diffuseur : beIn Sports 1 Vidéo du match Arbitrage : Jérémie Pignard | Stade Michel-d'Ornano, Caen Spectateurs : 17 917 Diffuseur : beIn Sports 1 Vidéo du match Arbitrage : Jérémie Pignard |
| Samedi 21 octobre 2023 15:00 | Ntim 42e      | Rapport | 39e Jubal Jr  | Stade Michel-d'Ornano, Caen Spectateurs : 17 917 Diffuseur : beIn Sports 1 Vidéo du match Arbitrage : Jérémie Pignard | Stade Michel-d'Ornano, Caen Spectateurs : 17 917 Diffuseur : beIn Sports 1 Vidéo du match Arbitrage : Jérémie Pignard |

| 12e journée                  | AJ Auxerre    | 0 - 1   | USL Dunkerque                             | | |
| Samedi 28 octobre 2023 19:00 |               | (0 - 0) | Boissier 90+6e                            | Stade de l'Abbé-Deschamps, Auxerre Spectateurs : 15 514 Diffuseur : Prime Video (multiplex) et La chaîne L'Équipe Vidéo du match Arbitrage : Ahmed Taleb | Stade de l'Abbé-Deschamps, Auxerre Spectateurs : 15 514 Diffuseur : Prime Video (multiplex) et La chaîne L'Équipe Vidéo du match Arbitrage : Ahmed Taleb |
| Samedi 28 octobre 2023 19:00 | Pellenard 78e | Rapport | 38e Koumetio · 78e Bardeli · 88e Boissier | Stade de l'Abbé-Deschamps, Auxerre Spectateurs : 15 514 Diffuseur : Prime Video (multiplex) et La chaîne L'Équipe Vidéo du match Arbitrage : Ahmed Taleb | Stade de l'Abbé-Deschamps, Auxerre Spectateurs : 15 514 Diffuseur : Prime Video (multiplex) et La chaîne L'Équipe Vidéo du match Arbitrage : Ahmed Taleb |

##### Novembre 2023
| 13e journée                 | EA Guingamp                                                                           | 2 - 1   | AJ Auxerre                                                       | | |
| Lundi 6 novembre 2023 20:45 | Pellenard 51e (csc) · El Ouazzani 80e                                                 | (0 - 0) | 72e Perrin                                                       | Stade de Roudourou, Guingamp Spectateurs : 6 850 Diffuseur : beIN Sports 1 Vidéo du match Arbitrage : Pierre Legat | Stade de Roudourou, Guingamp Spectateurs : 6 850 Diffuseur : beIN Sports 1 Vidéo du match Arbitrage : Pierre Legat |
| Lundi 6 novembre 2023 20:45 | Gomis 46e · Guillaume 70e · Sagna 71e · Sivis 73e, 90+7e · Sidibé 77e · Courtet 90+8e | Rapport | 17e O. Camara · 78e Agouzoul · 90+7e Raveloson · 90+8e Pellenard | Stade de Roudourou, Guingamp Spectateurs : 6 850 Diffuseur : beIN Sports 1 Vidéo du match Arbitrage : Pierre Legat | Stade de Roudourou, Guingamp Spectateurs : 6 850 Diffuseur : beIN Sports 1 Vidéo du match Arbitrage : Pierre Legat |

| 14e journée                   | AJ Auxerre                                    | 5 - 2   | AS Saint-Étienne               | | |
| Samedi 11 novembre 2023 19:00 | Onaiwu 3e 37e 67e · Perrin 21e · Sinayoko 82e | (3 - 1) | 31e Cafaro · 80e Bentayg       | Stade de l'Abbé-Deschamps, Auxerre Spectateurs : 16 806 Diffuseur : beIN Sports 1 Vidéo du match Arbitrage : Benjamin Lepaysant | Stade de l'Abbé-Deschamps, Auxerre Spectateurs : 16 806 Diffuseur : beIN Sports 1 Vidéo du match Arbitrage : Benjamin Lepaysant |
| Samedi 11 novembre 2023 19:00 | Dioussé 45+5e                                 | Rapport | 45+5e Bouchouari · 62e Tardieu | Stade de l'Abbé-Deschamps, Auxerre Spectateurs : 16 806 Diffuseur : beIN Sports 1 Vidéo du match Arbitrage : Benjamin Lepaysant | Stade de l'Abbé-Deschamps, Auxerre Spectateurs : 16 806 Diffuseur : beIN Sports 1 Vidéo du match Arbitrage : Benjamin Lepaysant |

| 15e journée                   | SC Bastia               | 0 - 0   | AJ Auxerre              | | |
| Samedi 25 novembre 2023 19:00 |                         | (0 - 0) |                         | Stade Armand-Cesari, Furiani Spectateurs : 10 427 Diffuseur : Prime Video (multiplex) Vidéo du match Arbitrage : Willy Delajod | Stade Armand-Cesari, Furiani Spectateurs : 10 427 Diffuseur : Prime Video (multiplex) Vidéo du match Arbitrage : Willy Delajod |
| Samedi 25 novembre 2023 19:00 | Dramé 32e · Placide 76e | Rapport | 38e Mensah · 75e Onaiwu | Stade Armand-Cesari, Furiani Spectateurs : 10 427 Diffuseur : Prime Video (multiplex) Vidéo du match Arbitrage : Willy Delajod | Stade Armand-Cesari, Furiani Spectateurs : 10 427 Diffuseur : Prime Video (multiplex) Vidéo du match Arbitrage : Willy Delajod |

##### Décembre 2023
| 16e journée                  | AJ Auxerre                               | 3 - 2   | Quevilly-Rouen Métropole | | |
| Samedi 2 décembre 2023 19:00 | Perrin 45+1e · Sinayoko 55e · Onaiwu 65e | (1 - 2) | 35e Gbellé · 40e Soumano | Stade de l'Abbé-Deschamps, Auxerre Spectateurs : 13 430 Diffuseur : Prime Video (multiplex) Vidéo du match Arbitrage : Romain Delpech | Stade de l'Abbé-Deschamps, Auxerre Spectateurs : 13 430 Diffuseur : Prime Video (multiplex) Vidéo du match Arbitrage : Romain Delpech |
| Samedi 2 décembre 2023 19:00 | Hein 90+4e                               | Rapport | 23e Sangaré              | Stade de l'Abbé-Deschamps, Auxerre Spectateurs : 13 430 Diffuseur : Prime Video (multiplex) Vidéo du match Arbitrage : Romain Delpech | Stade de l'Abbé-Deschamps, Auxerre Spectateurs : 13 430 Diffuseur : Prime Video (multiplex) Vidéo du match Arbitrage : Romain Delpech |

| 17e journée                 | US Concarneau | 1 - 2   | AJ Auxerre                | | |
| Mardi 5 décembre 2023 20:45 | Mouazan 89e   | (0 - 2) | 16e Perrin · 38e Jubal Jr | Stade Francis-Le Blé, Brest Spectateurs : 1 570 Diffuseur : Prime Video (multiplex) Vidéo du match Arbitrage : Azzédine Souifi | Stade Francis-Le Blé, Brest Spectateurs : 1 570 Diffuseur : Prime Video (multiplex) Vidéo du match Arbitrage : Azzédine Souifi |
| Mardi 5 décembre 2023 20:45 | Lebeau 87e    | Rapport | 55e Sinayoko · 73e Akpa   | Stade Francis-Le Blé, Brest Spectateurs : 1 570 Diffuseur : Prime Video (multiplex) Vidéo du match Arbitrage : Azzédine Souifi | Stade Francis-Le Blé, Brest Spectateurs : 1 570 Diffuseur : Prime Video (multiplex) Vidéo du match Arbitrage : Azzédine Souifi |

| 18e journée                   | AJ Auxerre   | 2 - 0   | AC Ajaccio                      | | |
| Samedi 16 décembre 2023 15:00 | Hein 17e 28e | (2 - 0) |                                 | Stade de l'Abbé-Deschamps, Auxerre Spectateurs : 15 031 Diffuseur : beIN Sports 3 Vidéo du match Arbitrage : Nicolas Rainville | Stade de l'Abbé-Deschamps, Auxerre Spectateurs : 15 031 Diffuseur : beIN Sports 3 Vidéo du match Arbitrage : Nicolas Rainville |
| Samedi 16 décembre 2023 15:00 |              | Rapport | 23e, 45+1e Chanot · 45e Mangani | Stade de l'Abbé-Deschamps, Auxerre Spectateurs : 15 031 Diffuseur : beIN Sports 3 Vidéo du match Arbitrage : Nicolas Rainville | Stade de l'Abbé-Deschamps, Auxerre Spectateurs : 15 031 Diffuseur : beIN Sports 3 Vidéo du match Arbitrage : Nicolas Rainville |

| 19e journée                  | Stade lavallois | 1 - 3   | AJ Auxerre                           | | |
| Mardi 19 décembre 2023 20:45 | Cherni 27e      | (1 - 1) | 31e Onaiwu · 58e Sinayoko · 68e Hein | Stade Francis-Le-Basser, Laval Spectateurs : 8 793 Diffuseur : beIN Sports 2 Vidéo du match Arbitrage : Rémi Landry | Stade Francis-Le-Basser, Laval Spectateurs : 8 793 Diffuseur : beIN Sports 2 Vidéo du match Arbitrage : Rémi Landry |
| Mardi 19 décembre 2023 20:45 | Vargas 67e      | Rapport | 16e Sinayoko · 55e Jubal Jr          | Stade Francis-Le-Basser, Laval Spectateurs : 8 793 Diffuseur : beIN Sports 2 Vidéo du match Arbitrage : Rémi Landry | Stade Francis-Le-Basser, Laval Spectateurs : 8 793 Diffuseur : beIN Sports 2 Vidéo du match Arbitrage : Rémi Landry |

##### Janvier 2024
| 20e journée                 | AJ Auxerre                        | 3 - 1   | Girondins de Bordeaux | | |
| Lundi 15 janvier 2024 20:45 | Ayé 24e 87e · Ignatenko 46e (csc) | (1 - 1) | Vipotnik 44e          | Stade de l'Abbé-Deschamps, Auxerre Spectateurs : 13 312 Diffuseur : beIN Sports 2 Vidéo du match Arbitrage : Benoît Bastien | Stade de l'Abbé-Deschamps, Auxerre Spectateurs : 13 312 Diffuseur : beIN Sports 2 Vidéo du match Arbitrage : Benoît Bastien |
| Lundi 15 janvier 2024 20:45 | Rapport                           |         |                       | Stade de l'Abbé-Deschamps, Auxerre Spectateurs : 13 312 Diffuseur : beIN Sports 2 Vidéo du match Arbitrage : Benoît Bastien | Stade de l'Abbé-Deschamps, Auxerre Spectateurs : 13 312 Diffuseur : beIN Sports 2 Vidéo du match Arbitrage : Benoît Bastien |

| 21e journée                 | Grenoble Foot 38           | 1 - 1   | AJ Auxerre | | |
| Mardi 23 janvier 2024 20:45 | Ba 7e (pen.)               | (1 - 1) | 3e Ayé     | Stade des Alpes, Grenoble Spectateurs : 6 017 Diffuseur : beIN Sports 3 Vidéo du match Arbitrage : Gaël Angoula | Stade des Alpes, Grenoble Spectateurs : 6 017 Diffuseur : beIN Sports 3 Vidéo du match Arbitrage : Gaël Angoula |
| Mardi 23 janvier 2024 20:45 | Joseph 29e · Paquiez 45+1e | Rapport | 59e Akpa   | Stade des Alpes, Grenoble Spectateurs : 6 017 Diffuseur : beIN Sports 3 Vidéo du match Arbitrage : Gaël Angoula | Stade des Alpes, Grenoble Spectateurs : 6 017 Diffuseur : beIN Sports 3 Vidéo du match Arbitrage : Gaël Angoula |

| 22e journée                  | AJ Auxerre | 1 - 1   | EA Guingamp                   | | |
| Samedi 27 janvier 2024 19:00 | Ayé 11e    | (1 - 1) | Merghem 36e                   | Stade de l'Abbé-Deschamps, Auxerre Spectateurs : 13 667 Diffuseur : Prime Video (multiplex) et La chaîne L'Équipe Vidéo du match Arbitrage : Mikael Lesage | Stade de l'Abbé-Deschamps, Auxerre Spectateurs : 13 667 Diffuseur : Prime Video (multiplex) et La chaîne L'Équipe Vidéo du match Arbitrage : Mikael Lesage |
| Samedi 27 janvier 2024 19:00 | Hein 82e   | Rapport | Luvambo 82e · Louiserre 45+1e | Stade de l'Abbé-Deschamps, Auxerre Spectateurs : 13 667 Diffuseur : Prime Video (multiplex) et La chaîne L'Équipe Vidéo du match Arbitrage : Mikael Lesage | Stade de l'Abbé-Deschamps, Auxerre Spectateurs : 13 667 Diffuseur : Prime Video (multiplex) et La chaîne L'Équipe Vidéo du match Arbitrage : Mikael Lesage |

##### Février 2024
| 23e journée                 | Pau FC                          | 2 - 2   | AJ Auxerre              | | |
| Samedi 3 février 2024 19:00 | Onaiwu 2e · Jubal Jr 64e (pen.) | (1 - 1) | Boutaïb 2e 64e (pen.)   | Nouste Camp, Pau Spectateurs : 3 703 Diffuseur : Prime Video (multiplex) Vidéo du match Arbitrage : Mickaël Leleu | Nouste Camp, Pau Spectateurs : 3 703 Diffuseur : Prime Video (multiplex) Vidéo du match Arbitrage : Mickaël Leleu |
| Samedi 3 février 2024 19:00 | Kouassi 39e                     | Rapport | Mensah 84e · Léon 90+7e | Nouste Camp, Pau Spectateurs : 3 703 Diffuseur : Prime Video (multiplex) Vidéo du match Arbitrage : Mickaël Leleu | Nouste Camp, Pau Spectateurs : 3 703 Diffuseur : Prime Video (multiplex) Vidéo du match Arbitrage : Mickaël Leleu |

| 24e journée                  | AJ Auxerre          | 1 - 0   | Angers SCO                | | |
| Samedi 10 février 2024 15:00 | Jubal Jr 90e (pen.) | (0 - 0) |                           | Stade de l'Abbé-Deschamps, Auxerre Spectateurs : 16 732 Diffuseur : beIN Sports 1 Vidéo du match Arbitrage : Mathieu Vernice | Stade de l'Abbé-Deschamps, Auxerre Spectateurs : 16 732 Diffuseur : beIN Sports 1 Vidéo du match Arbitrage : Mathieu Vernice |
| Samedi 10 février 2024 15:00 | Owusu 32e, 35e      | Rapport | Lepaul 26e · Raolisoa 90e | Stade de l'Abbé-Deschamps, Auxerre Spectateurs : 16 732 Diffuseur : beIN Sports 1 Vidéo du match Arbitrage : Mathieu Vernice | Stade de l'Abbé-Deschamps, Auxerre Spectateurs : 16 732 Diffuseur : beIN Sports 1 Vidéo du match Arbitrage : Mathieu Vernice |

| 25e journée                  | FC Annecy                  | 0 - 2   | AJ Auxerre                            | | |
| Samedi 17 février 2024 19:00 |                            | (0 - 1) | Ayé 11e · Sinayoko 81e                | Parc des Sports, Annecy Spectateurs : 5 416 Diffuseur : Prime Video (multiplex) et La chaîne L'Équipe Vidéo du match Arbitrage : Azzédine Souifi | Parc des Sports, Annecy Spectateurs : 5 416 Diffuseur : Prime Video (multiplex) et La chaîne L'Équipe Vidéo du match Arbitrage : Azzédine Souifi |
| Samedi 17 février 2024 19:00 | Soukouna 25e · Demoncy 63e | Rapport | Perrin 38e · Mensah 59e · Soumaré 79e | Parc des Sports, Annecy Spectateurs : 5 416 Diffuseur : Prime Video (multiplex) et La chaîne L'Équipe Vidéo du match Arbitrage : Azzédine Souifi | Parc des Sports, Annecy Spectateurs : 5 416 Diffuseur : Prime Video (multiplex) et La chaîne L'Équipe Vidéo du match Arbitrage : Azzédine Souifi |

| 26e journée                  | AJ Auxerre   | 1 - 1   | SC Bastia                  | | |
| Samedi 24 février 2024 19:00 | Jubal Jr 37e | (1 - 1) | Alfarela 88e               | Stade de l'Abbé-Deschamps, Auxerre Spectateurs : 14 716 Diffuseur : Prime Video (multiplex) et La chaîne L'Équipe Arbitrage : Jérémy Stinat | Stade de l'Abbé-Deschamps, Auxerre Spectateurs : 14 716 Diffuseur : Prime Video (multiplex) et La chaîne L'Équipe Arbitrage : Jérémy Stinat |
| Samedi 24 février 2024 19:00 |              | Rapport | Souboul 36e · Santelli 76e | Stade de l'Abbé-Deschamps, Auxerre Spectateurs : 14 716 Diffuseur : Prime Video (multiplex) et La chaîne L'Équipe Arbitrage : Jérémy Stinat | Stade de l'Abbé-Deschamps, Auxerre Spectateurs : 14 716 Diffuseur : Prime Video (multiplex) et La chaîne L'Équipe Arbitrage : Jérémy Stinat |

##### Mars 2024
| 27e journée              | AJ Auxerre | 0 - 0   | Valenciennes FC                                         | | |
| Samedi 2 mars 2024 19:00 |            | (0 - 0) |                                                         | Stade de l'Abbé-Deschamps, Auxerre Spectateurs : 15 058 Diffuseur : Prime Video (multiplex) Vidéo du match Arbitrage : Abdelatif Kherradji | Stade de l'Abbé-Deschamps, Auxerre Spectateurs : 15 058 Diffuseur : Prime Video (multiplex) Vidéo du match Arbitrage : Abdelatif Kherradji |
| Samedi 2 mars 2024 19:00 | Owusu 45e  | Rapport | Oyewusi 39e · Louchet 56e · Masson 60e · Blancquart 90e | Stade de l'Abbé-Deschamps, Auxerre Spectateurs : 15 058 Diffuseur : Prime Video (multiplex) Vidéo du match Arbitrage : Abdelatif Kherradji | Stade de l'Abbé-Deschamps, Auxerre Spectateurs : 15 058 Diffuseur : Prime Video (multiplex) Vidéo du match Arbitrage : Abdelatif Kherradji |

| 28e journée              | AS Saint-Étienne           | 1 - 0   | AJ Auxerre                             | | |
| Samedi 9 mars 2024 15:00 | Cardona 55e                | (0 - 0) |                                        | Stade Geoffroy-Guichard, Saint-Étienne Spectateurs : 36 277 Diffuseur : beIN Sports Vidéo du match Arbitrage : Olivier Thual | Stade Geoffroy-Guichard, Saint-Étienne Spectateurs : 36 277 Diffuseur : beIN Sports Vidéo du match Arbitrage : Olivier Thual |
| Samedi 9 mars 2024 15:00 | Batubinsika 24e · Nadé 68e | Rapport | Hein 7e · Pellenard 78e · Jubal Jr 78e | Stade Geoffroy-Guichard, Saint-Étienne Spectateurs : 36 277 Diffuseur : beIN Sports Vidéo du match Arbitrage : Olivier Thual | Stade Geoffroy-Guichard, Saint-Étienne Spectateurs : 36 277 Diffuseur : beIN Sports Vidéo du match Arbitrage : Olivier Thual |

| 29e journée               | AJ Auxerre                   | 2 - 1   | SM Caen      | | |
| Samedi 16 mars 2024 15:00 | Raveloson 76e · Jubal Jr 82e | (0 - 1) | Kyeremeh 10e | Stade de l'Abbé-Deschamps, Auxerre Spectateurs : 14 964 Diffuseur : beIN Sports Vidéo du match Arbitrage : Rémi Landry | Stade de l'Abbé-Deschamps, Auxerre Spectateurs : 14 964 Diffuseur : beIN Sports Vidéo du match Arbitrage : Rémi Landry |
| Samedi 16 mars 2024 15:00 | Hein 77e                     | Rapport | Lebreton 38e | Stade de l'Abbé-Deschamps, Auxerre Spectateurs : 14 964 Diffuseur : beIN Sports Vidéo du match Arbitrage : Rémi Landry | Stade de l'Abbé-Deschamps, Auxerre Spectateurs : 14 964 Diffuseur : beIN Sports Vidéo du match Arbitrage : Rémi Landry |

##### Avril 2024
| 30e journée                | AC Ajaccio            | 0 - 1   | AJ Auxerre                | | |
| Lundi 1er avril 2024 20:45 |                       | (0 - 1) | Avinel 27e (csc)          | Stade Michel-Moretti, Ajaccio Spectateurs : 6 607 Diffuseur : beIN Sports Vidéo du match Arbitrage : Benoît Millot | Stade Michel-Moretti, Ajaccio Spectateurs : 6 607 Diffuseur : beIN Sports Vidéo du match Arbitrage : Benoît Millot |
| Lundi 1er avril 2024 20:45 | Ibayi 15e · Touré 86e | Rapport | Akpa 45+2e · Agouzoul 61e | Stade Michel-Moretti, Ajaccio Spectateurs : 6 607 Diffuseur : beIN Sports Vidéo du match Arbitrage : Benoît Millot | Stade Michel-Moretti, Ajaccio Spectateurs : 6 607 Diffuseur : beIN Sports Vidéo du match Arbitrage : Benoît Millot |

| 31e journée              | AJ Auxerre                       | 2 - 0   | ESTAC Troyes                | | |
| Lundi 8 avril 2024 20:45 | Onaiwu 49e (pen.) · Sinayoko 69e | (0 - 0) |                             | Stade de l'Abbé-Deschamps, Auxerre Spectateurs : 15 776 Diffuseur : beIN Sports Vidéo du match Arbitrage : Benoît Bastien | Stade de l'Abbé-Deschamps, Auxerre Spectateurs : 15 776 Diffuseur : beIN Sports Vidéo du match Arbitrage : Benoît Bastien |
| Lundi 8 avril 2024 20:45 | Agouzoul 58e · Mensah 90e        | Rapport | Chavalerin 55e · Tahrat 63e | Stade de l'Abbé-Deschamps, Auxerre Spectateurs : 15 776 Diffuseur : beIN Sports Vidéo du match Arbitrage : Benoît Bastien | Stade de l'Abbé-Deschamps, Auxerre Spectateurs : 15 776 Diffuseur : beIN Sports Vidéo du match Arbitrage : Benoît Bastien |

| 32e journée                | Quevilly-Rouen Métropole                                | 4 - 3   | AJ Auxerre                                 | | |
| Samedi 13 avril 2024 19:00 | Coulibaly 8e · Pierret 66e · Camara 90+2e · Yade 90+10e | (1 - 1) | Hein 31e · Onaiwu 58e · Onaiwu 90+5e       | Stade Robert-Diochon, Le Petit-Quevilly Spectateurs : 4 734 Diffuseur : Prime Video (multiplex) Vidéo du match Arbitrage : Faouzi Benchabane | Stade Robert-Diochon, Le Petit-Quevilly Spectateurs : 4 734 Diffuseur : Prime Video (multiplex) Vidéo du match Arbitrage : Faouzi Benchabane |
| Samedi 13 avril 2024 19:00 | Coulibaly 80e · Cissé 90+6e                             | Rapport | Hein 56e · Raveloson 90+6e · Soumaré 90+7e | Stade Robert-Diochon, Le Petit-Quevilly Spectateurs : 4 734 Diffuseur : Prime Video (multiplex) Vidéo du match Arbitrage : Faouzi Benchabane | Stade Robert-Diochon, Le Petit-Quevilly Spectateurs : 4 734 Diffuseur : Prime Video (multiplex) Vidéo du match Arbitrage : Faouzi Benchabane |

| 33e journée                | Rodez AF                   | 2 - 0   | AJ Auxerre | | |
| Samedi 20 avril 2024 15:00 | Danger sp · Akpa 80e (csc) | (0 - 0) |            | Stade Paul-Lignon, Rodez Spectateurs : 3 263 Diffuseur : beIN Sports Vidéo du match Arbitrage : Florent Batta | Stade Paul-Lignon, Rodez Spectateurs : 3 263 Diffuseur : beIN Sports Vidéo du match Arbitrage : Florent Batta |
| Samedi 20 avril 2024 15:00 | Danger 73e · Arconte 80e   | Rapport |            | Stade Paul-Lignon, Rodez Spectateurs : 3 263 Diffuseur : beIN Sports Vidéo du match Arbitrage : Florent Batta | Stade Paul-Lignon, Rodez Spectateurs : 3 263 Diffuseur : beIN Sports Vidéo du match Arbitrage : Florent Batta |

| 34e journée               | AJ Auxerre                                 | 4 - 0   | Stade lavallois | | |
| Mardi 23 avril 2024 20:45 | Lomami 4e (csc) · Ayé 13e 33e · Danois 90e | (3 - 0) |                 | Stade de l'Abbé-Deschamps, Auxerre Spectateurs : 16 698 Diffuseur : beIN Sports Vidéo du match Arbitrage : Romain Lissorgue | Stade de l'Abbé-Deschamps, Auxerre Spectateurs : 16 698 Diffuseur : beIN Sports Vidéo du match Arbitrage : Romain Lissorgue |
| Mardi 23 avril 2024 20:45 | Jubal Jr 67e                               | Rapport | Bobichon 45+2e  | Stade de l'Abbé-Deschamps, Auxerre Spectateurs : 16 698 Diffuseur : beIN Sports Vidéo du match Arbitrage : Romain Lissorgue | Stade de l'Abbé-Deschamps, Auxerre Spectateurs : 16 698 Diffuseur : beIN Sports Vidéo du match Arbitrage : Romain Lissorgue |

| 35e journée               | USL Dunkerque | 1 - 3   | AJ Auxerre                                       | | |
| Lundi 29 avril 2024 20:45 | Yassine 19e   | (1 - 0) | Sinayoko 56e · Courtet 60e (csc) · Raveloson 70e | Stade Marcel-Tribut, Dunkerque Spectateurs : 4 933 Diffuseur : beIN Sports Arbitrage : Mathieu Vernice | Stade Marcel-Tribut, Dunkerque Spectateurs : 4 933 Diffuseur : beIN Sports Arbitrage : Mathieu Vernice |
| Lundi 29 avril 2024 20:45 | Rapport       |         |                                                  | Stade Marcel-Tribut, Dunkerque Spectateurs : 4 933 Diffuseur : beIN Sports Arbitrage : Mathieu Vernice | Stade Marcel-Tribut, Dunkerque Spectateurs : 4 933 Diffuseur : beIN Sports Arbitrage : Mathieu Vernice |

##### Mai 2024
| 36e journée             | AJ Auxerre                | 2 - 0   | Paris FC                               | | |
| Samedi 4 mai 2024 15:00 | Sinayoko 21e · Onaiwu 56e | (0 - 0) |                                        | Stade de l'Abbé-Deschamps, Auxerre Spectateurs : 16 821 Diffuseur : beIN Sports Arbitrage : Aurélien Petit | Stade de l'Abbé-Deschamps, Auxerre Spectateurs : 16 821 Diffuseur : beIN Sports Arbitrage : Aurélien Petit |
| Samedi 4 mai 2024 15:00 |                           | Rapport | Marchetti 21e · Kebbal 43e · Dicko 66e | Stade de l'Abbé-Deschamps, Auxerre Spectateurs : 16 821 Diffuseur : beIN Sports Arbitrage : Aurélien Petit | Stade de l'Abbé-Deschamps, Auxerre Spectateurs : 16 821 Diffuseur : beIN Sports Arbitrage : Aurélien Petit |

| 37e journée                | Amiens SC   | 0 - 0   | AJ Auxerre              | | |
| Vendredi 10 mai 2024 20:45 |             | (0 - 0) |                         | Stade de la Licorne, Amiens Spectateurs : 12 377 Diffuseur : Prime Video (multiplex) et La chaîne L'Équipe Arbitrage : Abdelatif Kherradji | Stade de la Licorne, Amiens Spectateurs : 12 377 Diffuseur : Prime Video (multiplex) et La chaîne L'Équipe Arbitrage : Abdelatif Kherradji |
| Vendredi 10 mai 2024 20:45 | Kaïboué 69e | Rapport | Agouzoul 23e · Joly 26e | Stade de la Licorne, Amiens Spectateurs : 12 377 Diffuseur : Prime Video (multiplex) et La chaîne L'Équipe Arbitrage : Abdelatif Kherradji | Stade de la Licorne, Amiens Spectateurs : 12 377 Diffuseur : Prime Video (multiplex) et La chaîne L'Équipe Arbitrage : Abdelatif Kherradji |

| 38e journée                | AJ Auxerre                    | 4 - 1   | US Concarneau    | | |
| Vendredi 17 mai 2024 20:45 | Onaiwu 40e 63e 83e · Hein 85e | (1 - 1) | 21e Moussiti-Oko | Stade de l'Abbé-Deschamps, Auxerre Spectateurs : 17 101 Diffuseur : Prime Video (multiplex) Arbitrage : Nicolas Rainville | Stade de l'Abbé-Deschamps, Auxerre Spectateurs : 17 101 Diffuseur : Prime Video (multiplex) Arbitrage : Nicolas Rainville |
| Vendredi 17 mai 2024 20:45 | Rapport                       |         |                  | Stade de l'Abbé-Deschamps, Auxerre Spectateurs : 17 101 Diffuseur : Prime Video (multiplex) Arbitrage : Nicolas Rainville | Stade de l'Abbé-Deschamps, Auxerre Spectateurs : 17 101 Diffuseur : Prime Video (multiplex) Arbitrage : Nicolas Rainville |

#### Classement

##### Évolution au classement deLigue 2 2023-2024, journée par journée
| Journée | Résultat | Nombre de points | Classement |
| ------- | -------- | ---------------- | ---------- |
| 1       | V        | 3                | 2e         |
| 2       | D        | 3                | 9e         |
| 3       | N        | 4                | 8e         |
| 4       | N        | 5                | 9e         |
| 5       | V        | 8                | 5e         |
| 6       | N        | 9                | 6e         |
| 7       | V        | 12               | 5e         |
| 8       | V        | 15               | 3e         |
| 9       | V        | 18               | 3e         |
| 10      | V        | 21               | 2e         |
| 11      | N        | 22               | 3e         |
| 12      | D        | 22               | 4e         |
| 13      | D        | 22               | 4e         |
| 14      | V        | 25               | 3e         |
| 15      | N        | 26               | 4e         |
| 16      | V        | 29               | 3e         |
| 17      | V        | 32               | 3e         |
| 18      | V        | 35               | 2e         |
| 19      | V        | 38               | 2e         |

| Journée | Résultat | Nombre de points | Classement |
| ------- | -------- | ---------------- | ---------- |
| 20      | V        | 41               | 1er        |
| 21      | N        | 42               | 2e         |
| 22      | N        | 43               | 1er        |
| 23      | N        | 44               | 2e         |
| 24      | V        | 47               | 1er        |
| 25      | V        | 50               | 1er        |
| 26      | N        | 51               | 1er        |
| 27      | N        | 52               | 1er        |
| 28      | D        | 52               | 1er        |
| 29      | V        | 55               | 1er        |
| 30      | V        | 58               | 1er        |
| 31      | V        | 61               | 1er        |
| 32      | D        | 61               | 1er        |
| 33      | D        | 61               | 1er        |
| 34      | V        | 64               | 1er        |
| 35      | V        | 67               | 1er        |
| 36      | V        | 70               | 1er        |
| 37      | N        | 71               | 1er        |
| 38      | V        | 74               | 1er        |

##### Classement
| Rang | Équipe           | Pts | J  | G  | N  | P  | Bp | Bc | Diff | Promotion ou relégation                 |
| ---- | ---------------- | --- | -- | -- | -- | -- | -- | -- | ---- | --------------------------------------- |
| 1    | AJ Auxerre R     | 74  | 38 | 21 | 11 | 6  | 72 | 36 | +36  | Promotion en Ligue 1                    |
| 2    | Angers SCO R     | 68  | 38 | 20 | 8  | 10 | 56 | 42 | +14  | Promotion en Ligue 1                    |
| 3    | AS Saint-Étienne | 65  | 38 | 19 | 8  | 11 | 48 | 31 | +17  | Participation aux barrages de promotion |
| 4    | Rodez AF         | 60  | 38 | 16 | 12 | 10 | 62 | 51 | +11  | Participation aux barrages de promotion |
| 5    | Paris FC         | 59  | 38 | 16 | 11 | 11 | 49 | 42 | +7   | Participation aux barrages de promotion |

#### Meilleurs buteurs
Ce tableau regroupe l'ensemble des buteurs de l'AJ Auxerre en Ligue 2.
Mis à jour le 26 mai 2024 après la fin de la saison.
| Pl. | Buteur           | But inscrit |
| --- | ---------------- | ----------- |
| 1   | Ado Onaiwu       | 15          |
| 2   | Gauthier Hein    | 11          |
| 3   | Florian Ayé      | 10          |
| 4   | Lassine Sinayoko | 8           |
| 5   | Gaëtan Perrin    | 7           |
| 6   | Jubal Jr         | 6           |
| 7   | Rayan Raveloson  | 4           |
| 8   | Ousmane Camara   | 2           |
| 9   | Kévin Danois     | 1           |
| -   | Elisha Owusu     | 1           |

### Équipe type de la saison

L'équipe type de la saison 2023-2024 de l'AJ Auxerre

#### Meilleurs passeurs décisifs
Ce tableau regroupe l'ensemble des passeurs décisifs de l'AJ Auxerre en Ligue 2.
Mis à jour le 26 mai 2024 après la fin de la saison.
| Pl. | Passeur          | Passe décisive |
| --- | ---------------- | -------------- |
| 1   | Gaëtan Perrin    | 10             |
| 2   | Gauthier Hein    | 9              |
| 3   | Paul Joly        | 8              |
| 4   | Rayan Raveloson  | 6              |
| 5   | Lassine Sinayoko | 4              |
| 6   | Florian Ayé      | 2              |
| -   | Gideon Mensah    | 2              |
| 8   | Nuno Da Costa    | 1              |
| -   | Théo Pellenard   | 1              |
| -   | Elisha Owusu     | 1              |
| -   | Ousmane Camara   | 1              |
| -   | Clément Akpa     | 1              |
| -   | Jubal Jr         | 1              |
| -   | Ado Onaiwu       | 1              |

### Coupe de France
L'AJ Auxerre entre en lice en 7e tour se déroulant le samedi 18 novembre 2023.
| 7e tour                       | US Le Pays du Valois (N3)          | 0 - 0 2 - 4 t. a. b. | AJ Auxerre                              | | |
| Samedi 18 novembre 2023 18:00 |                                    | (0 - 0)              |                                         | Stade Walter-Luzi, Chambly Spectateurs : 1 876 Diffuseur : YouTube de l'AJ Auxerre Vidéo du match Arbitrage : Thierry Bouille | Stade Walter-Luzi, Chambly Spectateurs : 1 876 Diffuseur : YouTube de l'AJ Auxerre Vidéo du match Arbitrage : Thierry Bouille |
| Samedi 18 novembre 2023 18:00 | Lopes 39e · Dosso 42e · So 77e     | Rapport              |                                         | Stade Walter-Luzi, Chambly Spectateurs : 1 876 Diffuseur : YouTube de l'AJ Auxerre Vidéo du match Arbitrage : Thierry Bouille | Stade Walter-Luzi, Chambly Spectateurs : 1 876 Diffuseur : YouTube de l'AJ Auxerre Vidéo du match Arbitrage : Thierry Bouille |
| Samedi 18 novembre 2023 18:00 | Sankoh · Zobo · Ahmat · Nguechoung | Tirs au but 2 - 4    | Jubal Jr · Hein · Perrin · Onaiwu · Ayé | Stade Walter-Luzi, Chambly Spectateurs : 1 876 Diffuseur : YouTube de l'AJ Auxerre Vidéo du match Arbitrage : Thierry Bouille | Stade Walter-Luzi, Chambly Spectateurs : 1 876 Diffuseur : YouTube de l'AJ Auxerre Vidéo du match Arbitrage : Thierry Bouille |

| 8e tour                      | FC Saint-Méziery (R1)        | 1 - 4   | AJ Auxerre                                    | | |
| Samedi 9 décembre 2023 17:00 | Battais 40e                  | (1 - 3) | 9e Danois · 22e 45e (pen.) Ayé · 75e Sinayoko | Stade de l'Aube, Troyes Spectateurs : 3 329 Diffuseur : Facebook du FC Saint-Méziery Vidéo du match Arbitrage : Mickaël Leleu | Stade de l'Aube, Troyes Spectateurs : 3 329 Diffuseur : Facebook du FC Saint-Méziery Vidéo du match Arbitrage : Mickaël Leleu |
| Samedi 9 décembre 2023 17:00 | Naudot 44e · D. Blanchet 52e | Rapport |                                               | Stade de l'Aube, Troyes Spectateurs : 3 329 Diffuseur : Facebook du FC Saint-Méziery Vidéo du match Arbitrage : Mickaël Leleu | Stade de l'Aube, Troyes Spectateurs : 3 329 Diffuseur : Facebook du FC Saint-Méziery Vidéo du match Arbitrage : Mickaël Leleu |

| 32e de finale               | OGC Nice (L1)                                  | 0 - 0 4 - 2 t. a. b. | AJ Auxerre                             |                                                                                                |                                                                                                |
| Samedi 6 janvier 2024 20:45 |                                                | (0 - 0)              |                                        | Allianz Riviera, Nice Spectateurs : 20 973 Diffuseur : beIN Sports Arbitrage : Eric Wattellier | Allianz Riviera, Nice Spectateurs : 20 973 Diffuseur : beIN Sports Arbitrage : Eric Wattellier |
| Samedi 6 janvier 2024 20:45 | Rapport                                        |                      |                                        | Allianz Riviera, Nice Spectateurs : 20 973 Diffuseur : beIN Sports Arbitrage : Eric Wattellier | Allianz Riviera, Nice Spectateurs : 20 973 Diffuseur : beIN Sports Arbitrage : Eric Wattellier |
| Samedi 6 janvier 2024 20:45 | Guessand · Moffi · Rosario · Lotomba · Laborde | Tirs au but 4 - 2    | Jubal Jr · Raveloson · Perrin · Onaiwu | Allianz Riviera, Nice Spectateurs : 20 973 Diffuseur : beIN Sports Arbitrage : Eric Wattellier | Allianz Riviera, Nice Spectateurs : 20 973 Diffuseur : beIN Sports Arbitrage : Eric Wattellier |

#### Meilleurs buteurs
Ce tableau regroupe l'ensemble des buteurs de l'AJ Auxerre en Coupe de France.
Mis à jour le 23 janvier 2024 après la fin de la compétition.
| Pl. | Buteur           | But inscrit |
| --- | ---------------- | ----------- |
| 1   | Florian Ayé      | 2           |
| 2   | Kévin Danois     | 1           |
| -   | Lassine Sinayoko | 1           |

### Affluences
Affluence de l'AJA à domicile cette saison

### Meilleurs buteurs
Ce tableau regroupe l'ensemble des buteurs de l'AJ Auxerre.
Mis à jour le 26 mai 2024 après la fin de la saison.
| Pl. | Buteur           | L2 | CDF | Total |
| --- | ---------------- | -- | --- | ----- |
| 1   | Ado Onaiwu       | 15 | 0   | 15    |
| 2   | Florian Ayé      | 10 | 2   | 12    |
| 3   | Gauthier Hein    | 11 | 0   | 11    |
| 4   | Lassine Sinayoko | 8  | 1   | 9     |
| 5   | Gaëtan Perrin    | 7  | 0   | 7     |
| 6   | Jubal Jr         | 6  | 0   | 6     |
| 7   | Rayan Raveloson  | 4  | 0   | 4     |
| 8   | Ousmane Camara   | 2  | 0   | 2     |
| -   | Kévin Danois     | 1  | 1   | 2     |
| 10  | Elisha Owusu     | 1  | 0   | 1     |

#### Site officiel de l'AJ Auxerre
1. 1 2 3  « Le programme complet de la préparation », site de l'AJ Auxerre, 29 juin 2023. Consulté le 2 juillet 2023.

#### Autres
1. ↑  « Quelle AJ Auxerre pour repartir en Ligue 2 ? », sur lyonne.fr (consulté le 7 juin 2023)
2. ↑  Seule la nationalité sportive est indiquée. Un joueur peut avoir plusieurs nationalités mais n'a le droit de jouer que pour une seule sélection nationale.
3. ↑  Seule la sélection la plus importante est indiquée.